# John Jaso
John Edward Jaso (né le 19 septembre 1983 à Chula Vista, Californie, États-Unis) est un joueur de baseball des Pirates de Pittsburgh. Il joue dans les Ligues majeures de baseball depuis 2008 et a évolué comme receveur et frappeur désigné avant d'être engagé par les Pirates pour jouer au premier but.

## Carrière

### Rays de Tampa Bay

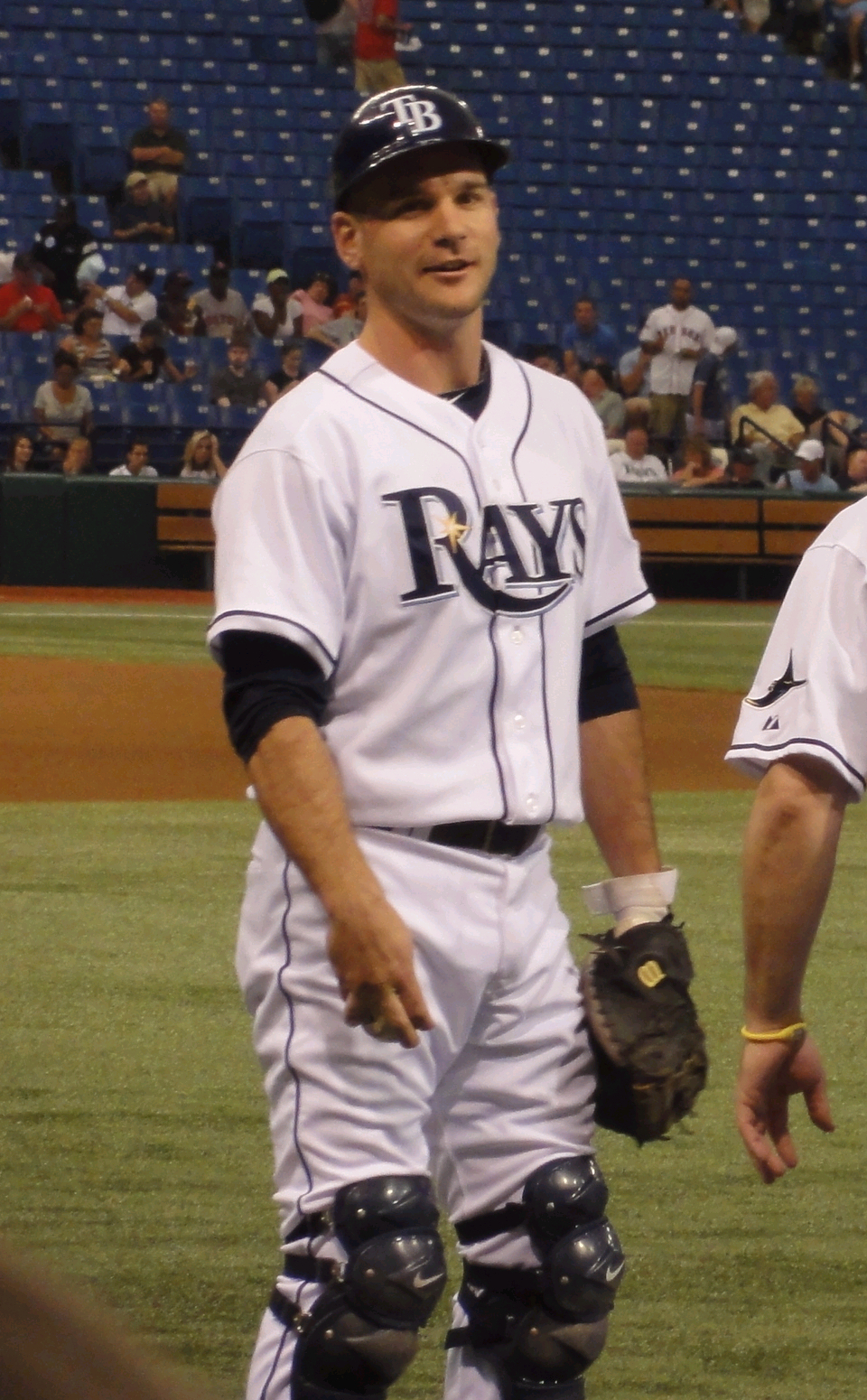
John Jaso en 2010 lors d'un premier passage chez les Rays de Tampa Bay.

Après des études secondaires à la McKinleyville High School de McKinleyville (Californie), John Jaso suit des études supérieures au Southwestern Community College. Il est repêché le 3 juin 2003 par les Devil Rays de Tampa Bay au douzième tour de sélection.
Jaso passe cinq saisons en Ligues mineures avant d'effectuer ses débuts en Ligue majeure le 6 septembre 2008. Il prend part à cinq parties au plus haut niveau en toute fin de saison. Déjà invité à l'entraînement de printemps en 2008 (3 matches joués), Jaso participe à dix rencontres lors de l'édition 2009. Auteur d'aucun coup sûr en dix passages au bâton, il doit se contenter d'évoluer en Ligues mineures en 2009 avec les Durham Bulls (AAA).
Jaso est présent pour la troisième fois à l'entraînement de printemps des Rays en mars 2010. Il est utilisé dans 109 rencontres par Tampa Bay au cours de la saison 2010, frappant cinq circuits et totalisant 44 points produits. Il termine cinquième au vote déterminant la meilleure recrue de l'année dans la Ligue américaine. En première ronde des séries éliminatoires, il frappe trois coups sûrs en 10 et produit un point contre les Rangers du Texas.

### Mariners de Seattle
Le 27 novembre 2011, après sa troisième saison chez les Rays, Jaso est échangé aux Mariners de Seattle en retour du lanceur Josh Lueke. Il apparaît dans 108 parties des Mariners en 2012. Il est derrière le marbre à 43 reprises et est utilisé 48 fois comme frappeur désigné. Il claque 10 circuits et produit 50 points alors que sa moyenne au bâton s'élève à ,276.

### Athletics d'Oakland

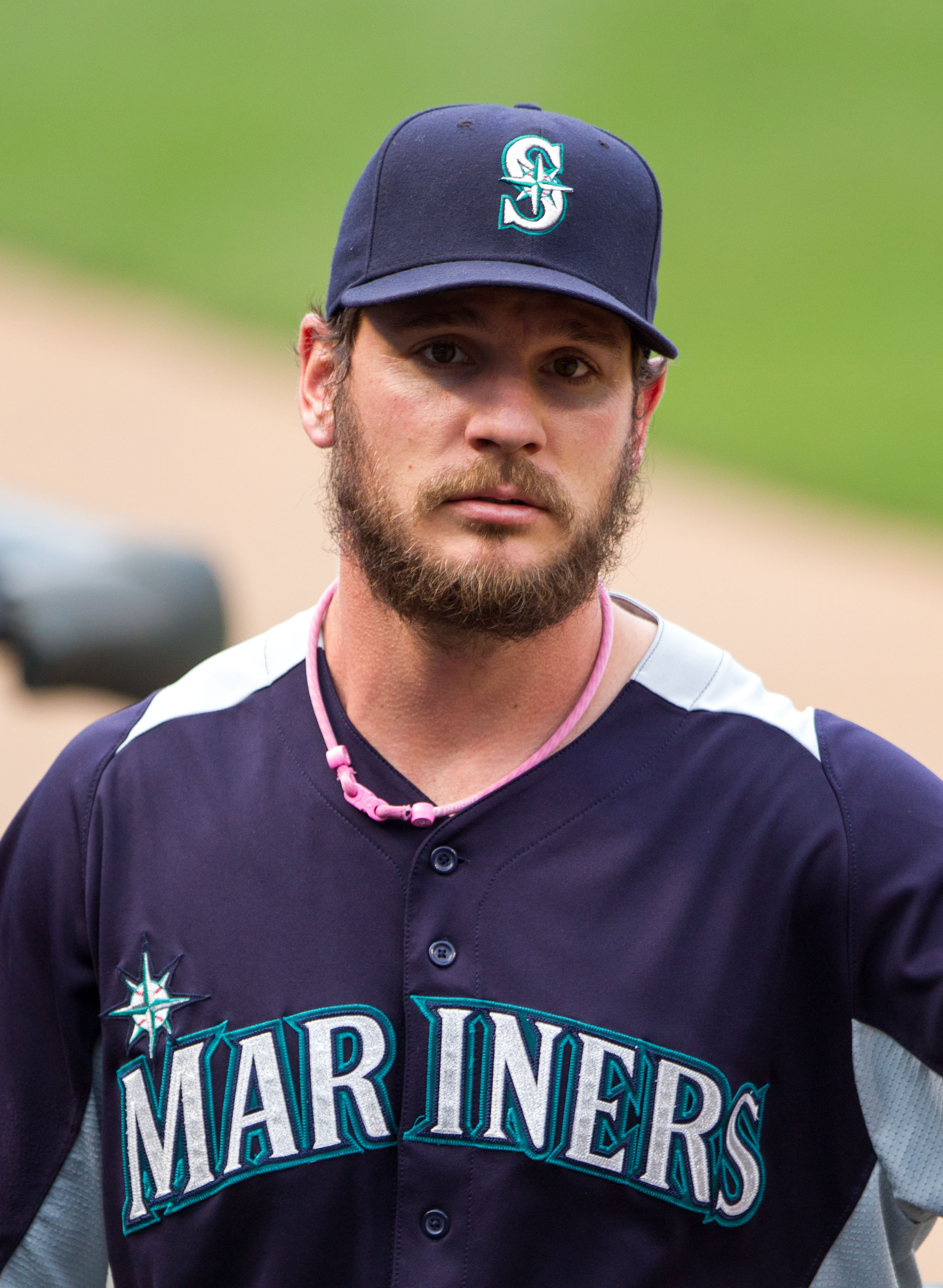
John Jaso en 2012 avec les Mariners de Seattle.

Le 16 janvier 2013, Jaso est échangé aux Athletics d'Oakland dans une transaction à trois clubs qui envoie Michael Morse de Washington à Seattle et les lanceurs A. J. Cole et Blake Treinen d'Oakland à Washington.

### Retour chez les Rays
Jaso retourne chez les Rays de Tampa Bay lorsqu'il y est transféré le 10 janvier 2015 avec deux joueurs des ligues mineures (le voltigeur Boog Powell et l'arrêt-court Daniel Robertson) en retour du joueur d'utilité Ben Zobrist et de l'arrêt-court Yunel Escobar.
Principalement frappeur désigné pour les Rays en 2015, Jaso frappe pour ,286 avec 5 circuits en 70 matchs joués.

### Pirates de Pittsburgh
Le 23 décembre 2015, John Jaso signe un contrat de deux saisons avec les Pirates de Pittsburgh. Ceux-ci l'engagent pour jouer en 2016 au premier but, même si Jaso ne compte que deux matchs comme remplaçant à cette position depuis le début de sa carrière dans les majeures.

## Statistiques
| Saison | Équipe    | G   | AB  | R  | H  | 2B | 3B | HR | RBI | SB | BA    |
| ------ | --------- | --- | --- | -- | -- | -- | -- | -- | --- | -- | ----- |
| 2008   | Tampa Bay | 5   | 10  | 2  | 2  | 0  | 0  | 0  | 0   | 0  | 0,200 |
| 2010   | Tampa Bay | 109 | 339 | 57 | 89 | 18 | 3  | 5  | 44  | 4  | 0,263 |
| Totaux | Totaux    | 114 | 349 | 59 | 91 | 18 | 3  | 5  | 44  | 4  | 0,261 |

| Saison | Équipe    | G | AB | R | H | 2B | 3B | HR | RBI | SB | BA   |
| ------ | --------- | - | -- | - | - | -- | -- | -- | --- | -- | ---- |
| 2010   | Tampa Bay | 3 | 10 | 0 | 3 | 0  | 0  | 0  | 1   | 0  | .300 |
| Totaux | Totaux    | 3 | 10 | 0 | 3 | 0  | 0  | 0  | 1   | 0  | .300 |

Note : G = Matches joués ; AB = Passages au bâton; R = Points ; H = Coups sûrs ; 2B = Doubles ; 3B = Triples ; 
HR = Coup de circuit ; RBI = Points produits ; SB = Buts volés ; BA = Moyenne au bâton.